# La Bible (film, 1966)
Pour les articles homonymes, voir Bible.
Pour plus de détails, voir Fiche technique et Distribution.
La Bible ou La Bible : Au Commencement des Temps (The Bible: In the Beginning...) est un film américano-italien réalisé par John Huston, sorti en 1966.

## Synopsis
Le film raconte les 22 premiers chapitres de la Genèse et se divise en trois grandes sections : Adam et Ève, l'Arche de Noé et l'histoire d'Abraham. Il y a également deux sections plus courtes : la construction de la Tour de Babel, située entre celles de Noé et d'Abraham, et celle de la destruction de Sodome et de Gomorrhe, intégrée dans la section d'Abraham. L'idée générale du film sont les alliances passées entre la divinité et l'humanité (Adam et Ève, Noé, Abraham) et les moments où ces alliances furent rompues (Babel, Sodome et Gomorrhe).
La section d'Adam et Ève commence par la Création. L'histoire d'Adam et Ève est évidemment centrée sur l'épisode du serpent dans le Jardin d'Éden. Elle se termine par le meurtre d'Abel par son frère Caïn, condamné à errer sur la Terre pour le restant de sa vie.
La section sur Noé décrit le patriarche comme un personnage simple vivant  avec les animaux dans l'arche pendant le déluge.
L'histoire d'Abraham commence quand Dieu le fait venir en pays de Canaan et lui promet cette terre pour sa descendance. L'action d'Abraham est centrée sur l'attente d'un enfant que Dieu lui a également promis et que Sarah doit enfanter, mais qui se fait attendre. Lorsque Dieu lui demande de sacrifier son fils, il décide de lui obéir, mais le Seigneur arrête son bras au dernier moment.

## Fiche technique
- Titre original : The Bible: In the Beginning...
- Titre français : La Bible
- Réalisation : John Huston
- Scénario : Vittorio Bonicelli, Christopher Fry, Jonathan Griffin, Ivo Perilli et Orson Welles (non crédité)
- Musique : Toshirō Mayuzumi et Ennio Morricone (non crédité). Hector Berlioz (la Symphonie fantastique)
- Photographie : Giuseppe Rotunno
- Montage : Ralph Kemplen et Alberto Gallitti
- Chorégraphie : Katherine Dunham
- Direction artistique : Mario Chiari
- Costumes : Maria De Matteis
- Effets spéciaux : Zeus LaNero et Augie Lohman
- Pays de production :  Italie,  États-Unis
- Langue de tournage : anglais
- Budget : $18 000 000 (estimation)
- Producteurs : Dino De Laurentiis et Luigi Luraschi (producteur associé)
- Sociétés de production : Dino De Laurentiis Cinematografica, Seven Arts Productions, Thalia AG, 20th Century Fox
- Distribution : 20th Century Fox
- Format : couleur par DeLuxe :
  - Version 35 mm — 2.35:1 Scope — son mono (RCA Sound System)
  - Version 70 mm — 2.20:1 Dimension 150 — son stéréo 6 pistes
- Genre : film biblique historique
- Durée : 174 minutes
- Date de sortie : 
  - États-Unis : 28 septembre 1966
- Affiche : Boris Grinsson (France)

## Distribution
- Michael Parks (VF : Hubert Noël) : Adam
- Ulla Bergryd : Ève
- George C. Scott (VF : Louis Arbessier) : Abraham
- John Huston (VF : Henri Virlojeux pour Noé et la voix de Dieu / François Chaumette pour le narrateur) : Noé, le narrateur et la voix de Dieu
- Stephen Boyd (VF : Raymond Loyer): Nimrod
- Richard Harris (VF : Georges Aminel) : Caïn
- Ava Gardner (VF : Jacqueline Ferrière) : Sarah
- Peter O'Toole (VF : Marcel Bozzuffi) : Les trois anges de Dieu
- Zoe Sallis (VF : Claude Chantal) : Hagar
- Gabriele Ferzetti (VF : Jean-Claude Michel) : Loth
- Eleonora Rossi Drago : La femme de Lot
- Franco Nero : Abel
- Pupella Maggio : La femme de Noé
- Adriana Ambesi

## Production

### Genèse
Dino de Laurentiis a initialement l'ambition d'adapter la totalité de la Bible ou du moins l'Ancien Testament dans une fresque épique et coûteuse, inspirée de Cecil B. DeMille. L'ensemble des films doit alors durer onze heures et coûter 90 millions $. Selon ses annonces, Orson Welles devait réaliser le segment sur Abraham, Jacob et Isaac, Robert Bresson celui sur la Genèse, tandis que Federico Fellini serait chargé du déluge, et Luchino Visconti de Joseph et son entourage. John Huston devant superviser la totalité et assurer la concordance. Les divergences nombreuses font que la fresque est réduite à un seul pan de la Bible, entièrement réalisée par John Huston,.

### Casting
C'est John Huston qui a l'idée originale de demander à Charlie Chaplin de jouer le rôle de Noé. Chaplin a refusé, n'aimant pas l'idée d'apparaître dans un film dirigé par un autre réalisateur. Le rôle a également été offert à Alec Guinness,. John Huston décide finalement d'interpréter lui-même le rôle de Noé.
Marlon Brando est envisagé pour jouer dans le film, mais n'y participe finalement pas,  demandant un cachet trop élevé[réf. nécessaire]. Maria Callas est également évoquée dans le rôle de Sarah.

### Tournage
Le tournage se déroule de mai à décembre 1964. Les scènes de nudité d'Adam et Ève dans le Jardin d'Eden sont filmées dans un style de clair-obscur où ni Michael Parks ni Ulla Bergryd ne font appel à des doublures. Pour la scène du déluge, les animaux proviennent du zoo de Rome[réf. nécessaire].
Les coiffes de nombreuses femmes dans le film sont des coiffes en vogue et à la mode, dans les années 1960, ainsi que les maquillages.

## Distinctions
Le film est sélectionné pour l'Oscar de la meilleure musique de film en 1967.